# This Is Bad Taste
This Is Bad Taste - The Ultimate Punk Party är ett samlingsalbum utgivet på Bad Taste Records 1996. Skivan är en presentation över de band som var kontrakterade i bolaget vid tidpunkten för skivans utgivning. Skivan är den första i raden av fem samlingsskivor som Bad Taste Records gav ut under namnet This Is Bad Taste.

## Låtlista
1. Pridebowl - "Nine-Digit"
2. 88 Fingers Louie - "Outright Lies"
3. Turtlehead - "Walltie"
4. Intensity - "Civilization"
5. Astream - "Moron Dance"
6. Misconduct - "Lack of Knowledge"
7. Ten Foot Pole - "Gnarly Charlie"
8. Everyday Madness - "Marriage Made in Hell"
9. Loosegoats - "Small Planet"
10. Satanic Surfers - "Story of a Lazy Dreamer"
11. Turtlehead - "Billy"
12. Intensity - "Ignorance"
13. Pridebowl - "Setbacks"
14. Everyday Madness - "Passivist"
15. 88 Fingers Louie - "I've Won"
16. Satanic Surfers - "Why"
17. Misconduct - "Of Today"
18. Astream - "Gorenkogorocko"

### Fotnoter
1. ↑  ”This Is Bad Taste”. Discogs.com. http://www.discogs.com/Various-This-Is-Bad-Taste-The-Ultimate-Punkparty/release/1459514. Läst 7 januari 2012.